# تاتیانا دو روزنه
تاتیانا دو روزنه (به فرانسوی: Tatiana de Rosnay) روزنامه‌نگار، نویسنده و فیلم‌نامه‌نویس قرن بیستم میلادی اهل فرانسه است.